# Al-Arien
Al-Arien (tiếng Ả Rập: العرين) là một ngôi làng Syria nằm ở Jisr al-Shughur Nahiyah ở huyện Jisr al-Shughur, Idlib. Theo Cục Thống kê Trung ương Syria (CBS), Al-Arien có dân số 663 trong cuộc điều tra dân số năm 2004.